# Djebel Orbata
Der Djebel Orbata (arabisch جبل عرباطة) ist ein ca. 60 km langer und maximal 1165 m hoher Gebirgszug östlich der südtunesischen Stadt Gafsa bzw. nördlich der Orte El Guettar und Bou Omrane.

## Geografie
Der aride Djebel Orbata wird als östlicher Ausläufer des Atlasgebirges angesehen. Er wird nach Nordwesten durch den Djebel Bou Ramli und nach Osten durch den Djebel Bou Hedma verlängert.

## Besteigung
Eine Besteigung des Gipfels ist möglich, doch gilt das Gebiet nach der tunesischen Revolution der Jahre 2010/11 als unsicher und wird häufig von Polizei und Militär kontrolliert.

## Naturschutzgebiet
Etwa 5750 Hektar des Djebel Orbata sind als Naturschutzgebiet ausgewiesen. Im äußerst spärlichen Pflanzenbewuchs dominieren Aleppo-Kiefern, kleine Wacholderbüsche, Kakteen und Halfagras. Vom Aussterben bedrohte Tierarten sind der Mähnenspringer und die Dorkasgazelle; auch Strauße und Nordafrikanische Igel sind manchmal zu sehen.

## Sehenswürdigkeiten
Auf einem der Berggipfel erhebt sich die Ruine eines längst verlassenen französischen Forts (Borj Erroumia) aus dem späten 19. oder frühen 20. Jahrhundert.